# ساجيمكوم
ساجيمكوم هي شركة فرنسية تعمل في أسواق النطاق العريض (محطات النطاق العريضة والسكنية) وإدارة الوثائق (الطباعة الطرفية والبرمجيات والحلول، والإنتاج الرقمي) و أجهزة إشارات البث الرقمية (الأقمار الصناعية، والكابلات، الأرضي وبروتوكول الإنترنت والتلفاز) والاتصالات السلكيه واللاسلكيه والطاقة (آلة إلى آلة، البنية التحتية للاتصالات، الشبكة الذكية والقياس).
تتم تسمية الأقسام رسمية الأربعة إلي : ساجيمكوم النطاق العريض وساجيمكوم الوثائق وساجيمكوم إشارات البث الرقمية وساجيمكوم الطاقة والاتصالات.